# Даг-Джайир
Даг-Джайир (азерб. Dağ Cəyir) — село в Шамкирском районе Азербайджана.

## География
Село Даг-Джайир расположено в одноимённом сельском административно-территориальном округе Шамкирского района. Село находится на берегу реки Джайир (приток реки Кура) в горной местности.

## Этимология
Название населённого пункта связано с расположение в горной местности (по-азербайджански «даг» (азерб. dağ) означает «гора») и названием реки Джайир.

## История
По сведениям местных жителей, населённый пункт был основан в начале XIX века семьями, переселившимися из Армении и Карабаха.